# Shen (Liaocheng)
Shen (chinesisch 莘县, Pinyin Shēn Xiàn) ist ein Kreis der bezirksfreien Stadt Liaocheng im Westen der chinesischen Provinz Shandong. Er hat eine Fläche von 1.416 Quadratkilometern und zählt 958.827 Einwohner (Stand: Zensus 2010).

## Administrative Gliederung
Auf Gemeindeebene setzt sich der Kreis aus vier Straßenvierteln, dreizehn Großgemeinden und sieben Gemeinden zusammen. 